# Бакунин, Павел Петрович
Па́вел Петро́вич Баку́нин (24 мая (4 июня) 1766 — 24 декабря 1805 (5 января 1806)) — русский литератор, исполнявший должность директора Императорской Академии наук и художеств с 12 августа 1794 года по 12 ноября 1796 года (во время отпуска княгини Е. Р. Дашковой); директор Академии с 12 (23) ноября 1796 года.

## Биография
Родился 24 мая (4 июня) 1766 года в семье представителя богатого дворянского рода Бакуниных Петра Васильевича Бакунина-меньшого. Получил прекрасное образование. Вместе с братом Модестом с целью совершенствования образования был отправлен за границу. В 1786 году слушал курс лекции в Эдинбургском университете.
Службу начал в Коллегии иностранных дел, в 1789 году был уже титулярным советником. В 18 лет был назначен вице-директором, в 1794 году — директором Академии наук, после того как его двоюродная тётка Е. Р. Дашкова для поправки своего расстроенного здоровья получила двухлетний отпуск. За время руководства Бакуниным в академии было сделано много. Довольно часто между Бакуниным и академиками возникали конфликты. На одном из заседаний он в довольно резкой форме потребовал, чтобы академики докладывали канцелярии о причинах отсутствия на собраниях и в каждом протоколе отмечали имена отсутствующих с указанием причины, что было расценено академиками как презрение к академическому корпусу. Протокол, содержащий неугодное ему решение, он разрывал, например, по решению академиков, в архивах был сохранён именно в таком виде протокол заседания от 28 апреля 1796 года
Бакунин был очень часто недоволен сроками выполнения академиками каких-то работ: так, он потребовал объяснения причин неустановки большого стенного квадранта, закупленного ещё в 1751 году, чем вызвал новое возмущение академиков, — они объясняли невыполнение работ тем, что обращение с данным инструментом требует особой осторожности, и по этой причине он не может быть быстро смонтирован. Бакунин, недовольный работой академического музея, приказал Н. Я. Озерецковскому,
И. Г. Георги и В. М. Севергину провести ревизию музея и для этого ежедневно бывать там.
Часто возникали трения между директором и конференцией по поводу регламента. Академики, привыкшие к самостоятельности и самоуправлению, что, кстати, было декларировано в учредительных документах, подписанных Петром I и
Елизаветой Петровной, довольно активно противостояли директору, вынуждая его иногда даже покидать заседания, жаловаться императору. Сенат был вынужден издать указ, предписывающий директору академии и советникам не выходить за рамки своих полномочий и не вмешиваться в дела академической конференции.
Всё это привело к тому, что Бакунин подал прошение об отставке и указом Павла I от 14 апреля 1798 года был освобождён от управления Академией наук.
Бакунин был управляющим Российской академии в 1796—1801 годах. Некоторые источники со ссылкой на Половцова ошибочно сообщают, что президентом Российской академии был в этот период отец Павла Петровича Бакунина — Пётр Васильевич Бакунин, который однако к этому времени уже скончался. Также П. П. Бакунин в 1794—1796 годах был вице-директором, а 1796—1798 годах — директором Академии наук.
По некоторым источникам, с 1797 года — действительный статский советник, камергер (1797), хотя другие источники указывают лишь на чин камер-юнкера.
После службы в Академии наук возвратился в Коллегию иностранных дел. В 1802 году был посланником в Англии. Умер в 39 лет, 24 декабря 1805 (5 января 1806) года, не успев издать ни одного труда. Похоронен на Лазаревском кладбище Александро-Невской лавры.

## Семья
Бакунин унаследовал от отца ближнюю усадьбу на современной Свердловской набережной (архитектор Н. А. Львов), позднее известную как дача Дурново. Был женат на Екатерине Александровне Саблуковой (1777—1846), дочери тайного советника А. А. Саблукова (1746—1828). У них было два сына и дочь.
- Екатерина (1795—1869), фрейлина, лицейская любовь А. С. Пушкина, в замужестве за А. А. Полторацким.
- Александр (1799—1862), тверской гражданский губернатор, друг А. С. Пушкина.
- Семён (1802—1864), камергер.

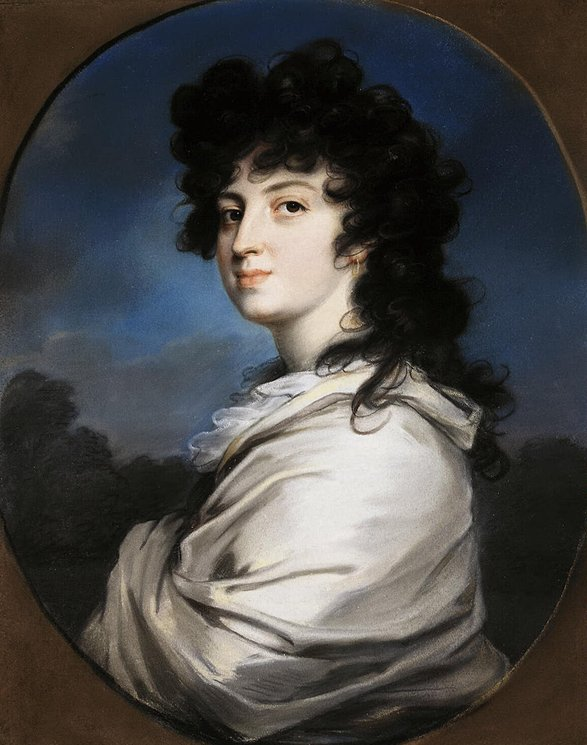
жена, Екатерина Александровна
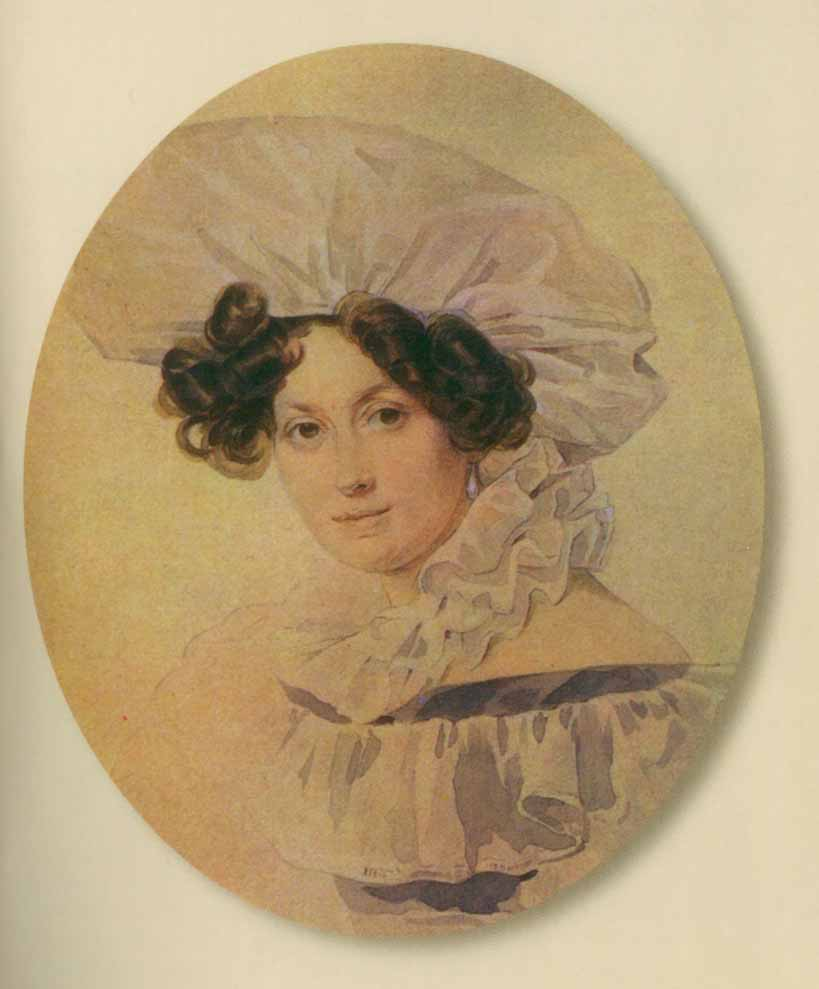
дочь, Екатерина
сын, Александр
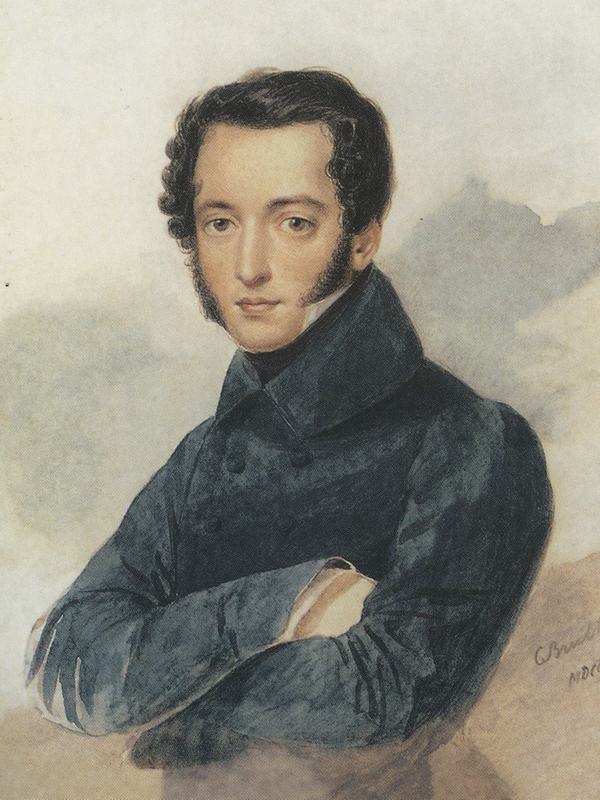
сын, Семён